# هنري بيرغر
هنري بيرغر (بالألمانية: Heinrich Berger)‏ هو موزع وملحن ألماني، ولد في 4 أغسطس 1844 في برلين في ألمانيا، وتوفي في 14 أكتوبر 1929 في هونولولو في الولايات المتحدة.

## وصلات خارجية
- هنري بيرغر على موقع ميوزك برينز (الإنجليزية)
- هنري بيرغر على موقع ديسكوغز (الإنجليزية)